# Andrés Martín García
Andrés Martín García (Aguadulce, Província de Sevilla, Andalusia, 11 de juliol de 1999) és un futbolista andalús que juga com a davanter pel Racing de Santander, ceditl pel Rayo Vallecano.

## Carrera de club
Martín va ingressar al planter del Córdoba CF el 2016, procedent de l'Antequera CF. Va fer el seu debut com a sènior amb el Córdoba CF B el 20 d'agost de 2017, jugant els últims sis minuts en una derrota a fora per 1–2 a Segona Divisió B contra la UD Extremadura.
Martín va marcar el seu primer gol com a sènior l'1 de novembre de 2017, el de l'empat, en un 1–1 a casa contra la Real Balompédica Linense. El següent 21 juny, després de jugar regularment per l'equip B durant la campanya, va estendre el seu contracte amb el club, i va fer la pretemporada sencera amb el primer equip.
Martín va fer el seu debut com a professional el 9 de setembre de 2018, entrant com a suplent a la segona part per Alejandro Alfaro en un 0–0 a casa contra l'AD Alcorcón al campionat de Segona divisió. Tres dies més tard va marcar el seu primer gol com a professional, el primer del partit en un 2–0 a casa contra el Gimnàstic de Tarragona, a la Copa del Rei.
El 26 de juny de 2019, després de patir descens, Martín va signar un contracte de cinc anys amb el Rayo Vallecano, llavors també en la segona divisió. Va ajudar els de Madrid a assolir l'ascens a La Liga la temporada 2020–21, marcant quatre gols.
Martín va debutar a primera divisió el 15 d'agost de 2021, substituint Óscar Valentín en una derrota per 0–3 fora de casa contra el Sevilla FC. El 27 de gener següent, després de participar poques vegades, va ser cedit al CD Tenerife a la segona divisió, fins al juny.
De tornada al Rayo per a la temporada 2022–23, Martín va tornar a aparèixer poques vegades, i va ser cedit al Racing de Santander de segona divisió el 31 d'agost de 2023.